# 四一九民主墓地站
四一九民主墓地站（：／ Sailgu-Minjumyoji yeok */?）是牛耳新設線沿線的一座地下車站，位於韓國首爾特別市江北區牛耳洞，韓語副站名為「德成女大」（덕성여대）。

## 車站結構
站體為2面2線側式月台的地下車站，候車月台設有月台幕門，並有2處出口。

### 月台配置
| 松林公園 ↑ |
| \| 上      |
| ↓ 加五里   |

| 月台 | 路線                  | 目的地                         |
| ---- | --------------------- | ------------------------------ |
| 上行 | ●首爾輕電鐵牛耳新設線 | 松林公園、北漢山牛耳方向       |
| 下行 | ●首爾輕電鐵牛耳新設線 | 誠信女子大學、普門、新設洞方向 |

## 歷史
- 2017年3月2日：四一九民主墓地站车站名正式确定。[1]
- 2017年9月2日：落成啟用。

## 車站周邊
- 國立四一九民主墓地（朝鲜语：국립4·19민주묘지）
- 德成女子大學首爾校區
- 松林公園（朝鲜语：솔밭공원）
- 首爾白雲初等學校
- 道峰圖書館（朝鲜语：도봉도서관）

## 圖片

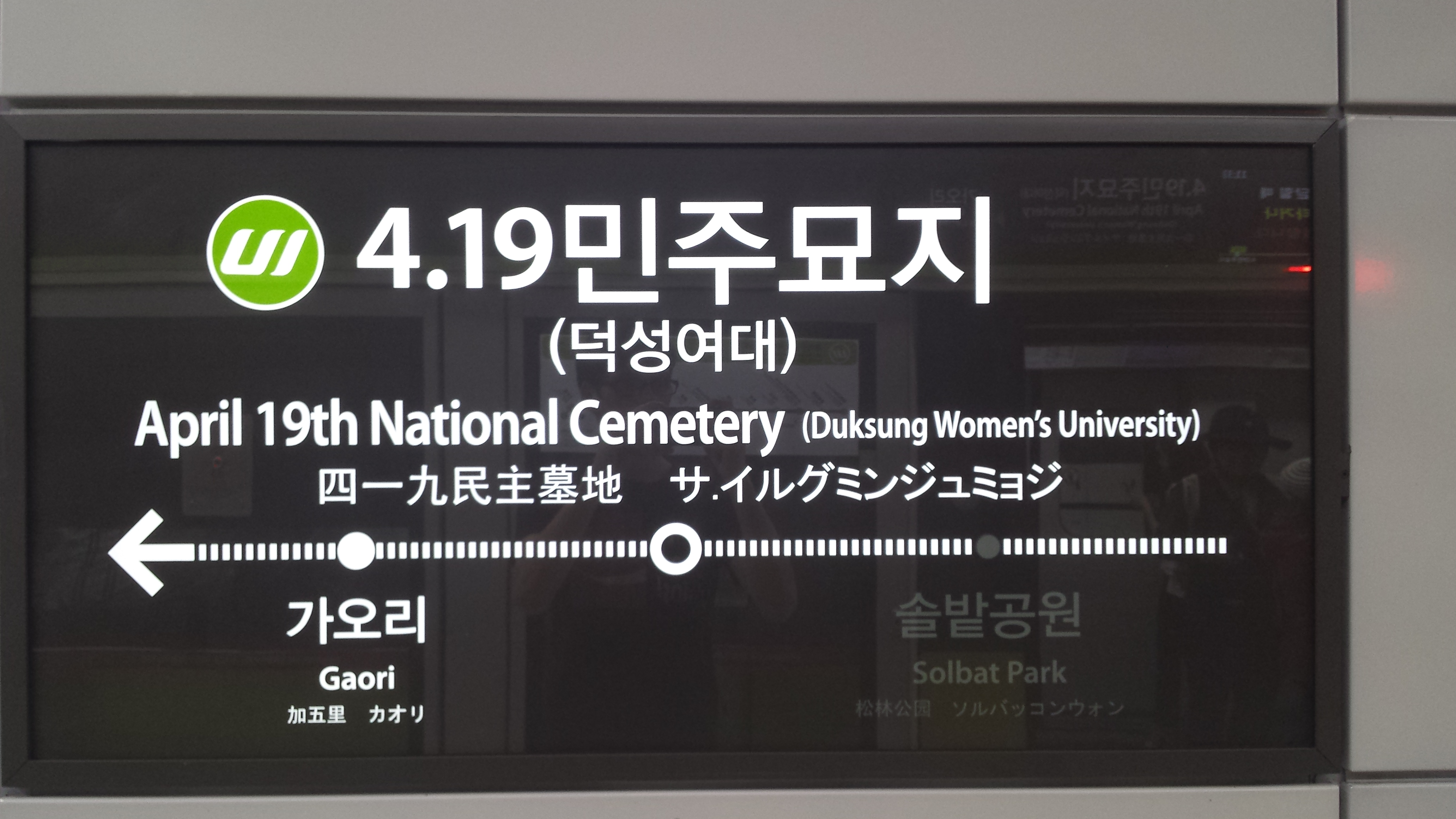
站名牌
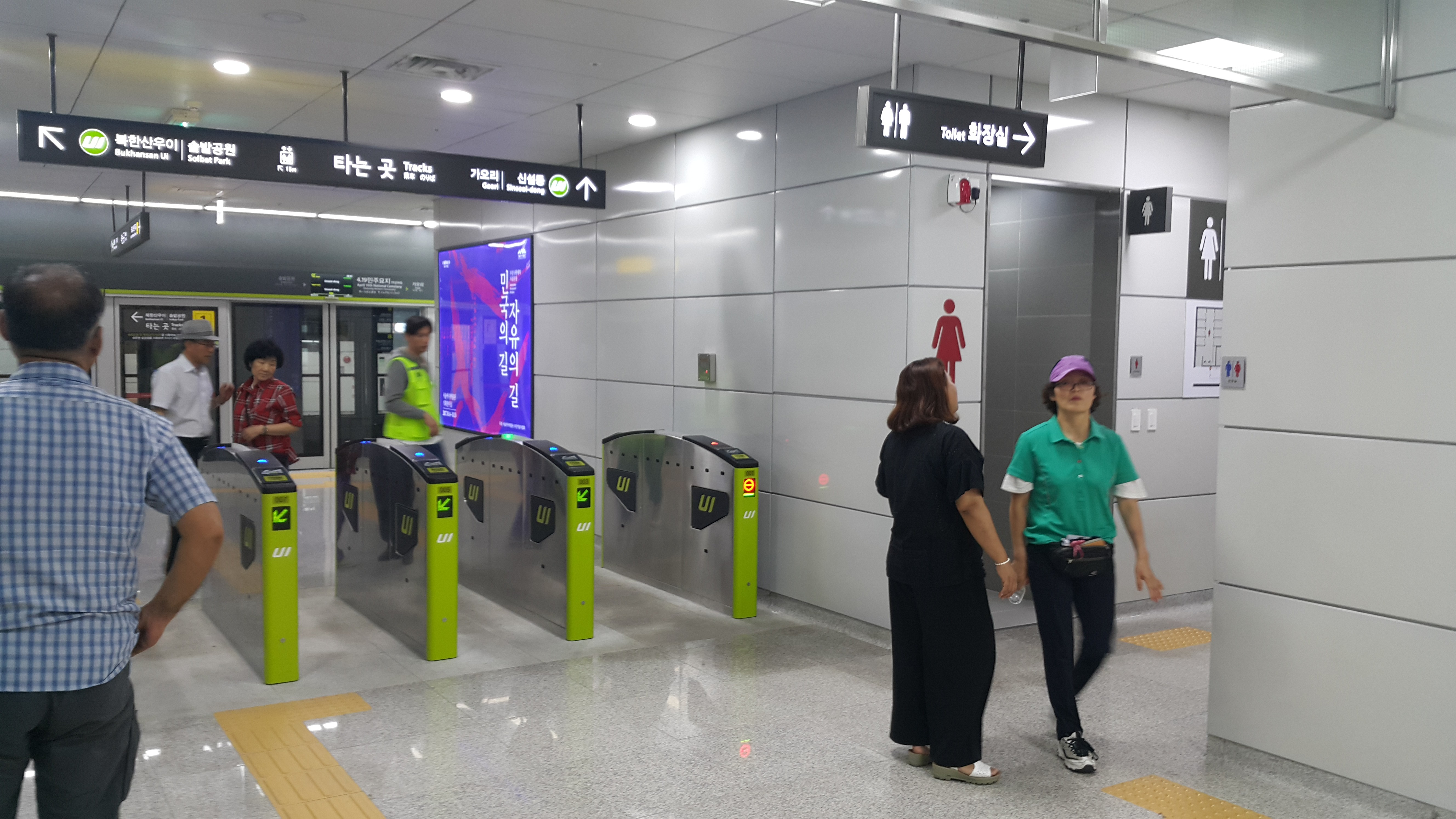
剪票閘口
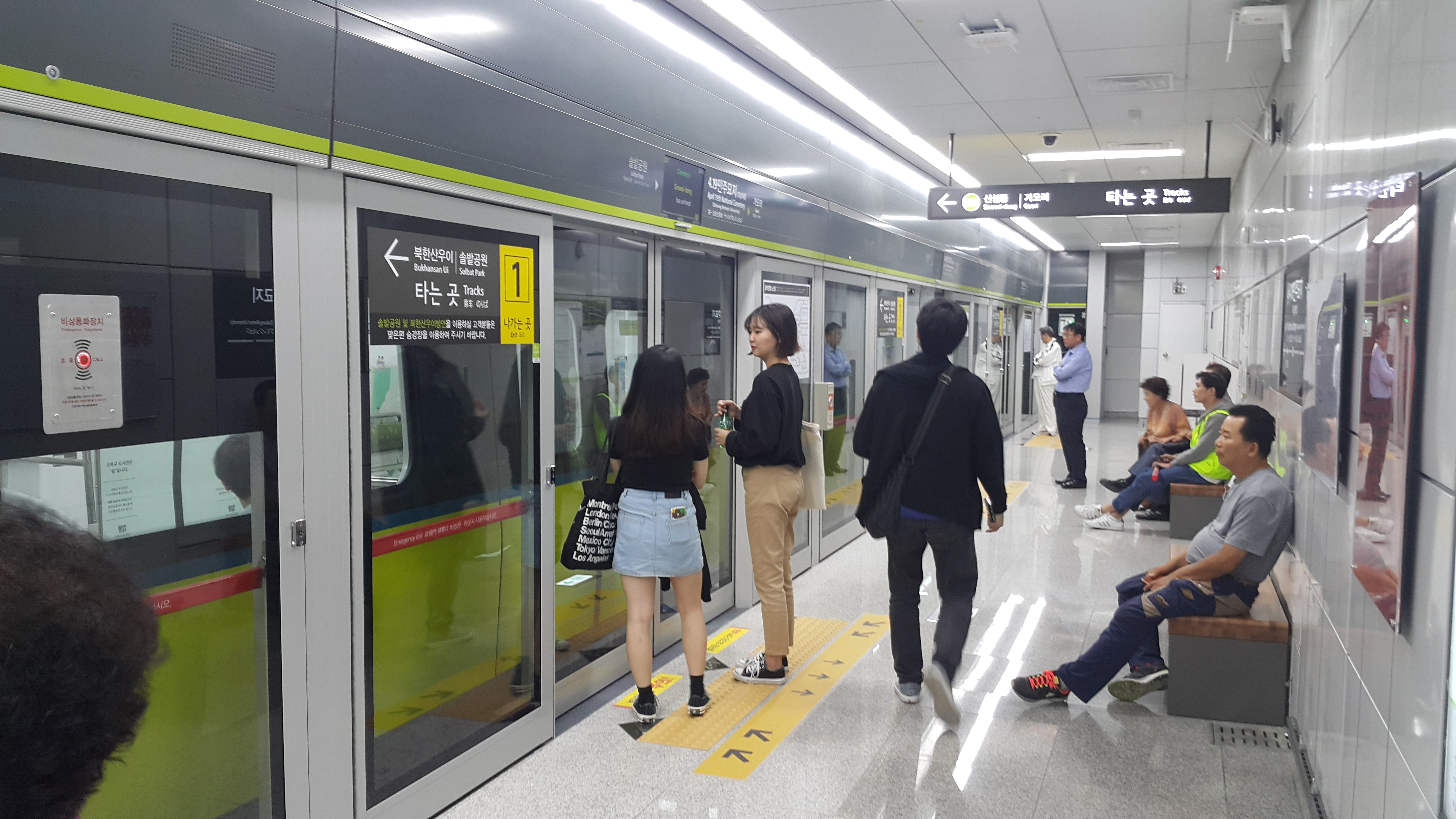
候車月台

## 相鄰車站
牛耳新設輕電鐵
●首爾輕電鐵牛耳新設線
松林公園（S111）－四一九民主墓地（S112）－加五里（S113）